# 그람 양성균
그람 양성균(Gram 陽性菌, 영어: Gram-positive bacteria)은 그람 염색에서 감청색 또는 보라색으로 염색이 되는 세균을 말한다. 그람 양성 세균이라고도 한다. 이에 반해, 적색 또는 복숭아색으로 염색이 되는 것을 그람 음성균이라고 부른다.
대략적으로 후벽균문과 방선균문 세균이 그람 양성균에 속한다. 이전에는 그람 양성균은 후벽균류(Firmicutes)를 가리키던 시기가 있었다. "피르미쿠테스"(Firmicutes)라는 학명은 "두꺼운 세포벽"을 의미하는 라틴어(피르미스(Firmis, 두꺼운)와 쿠티스(cutis, 피부)의 합성어)에서 유래했다.

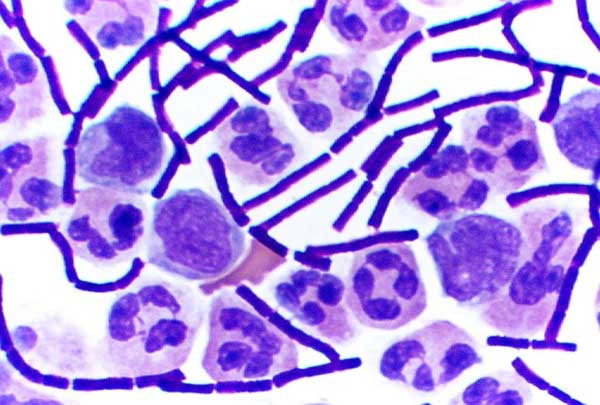
뇌척수액 표본에서 발견되는 막대 모양의 그람 양성 탄저균 세균은 크리스탈 바이올렛 염색을 받아들이는 둥근 백혈구와 구별된다.

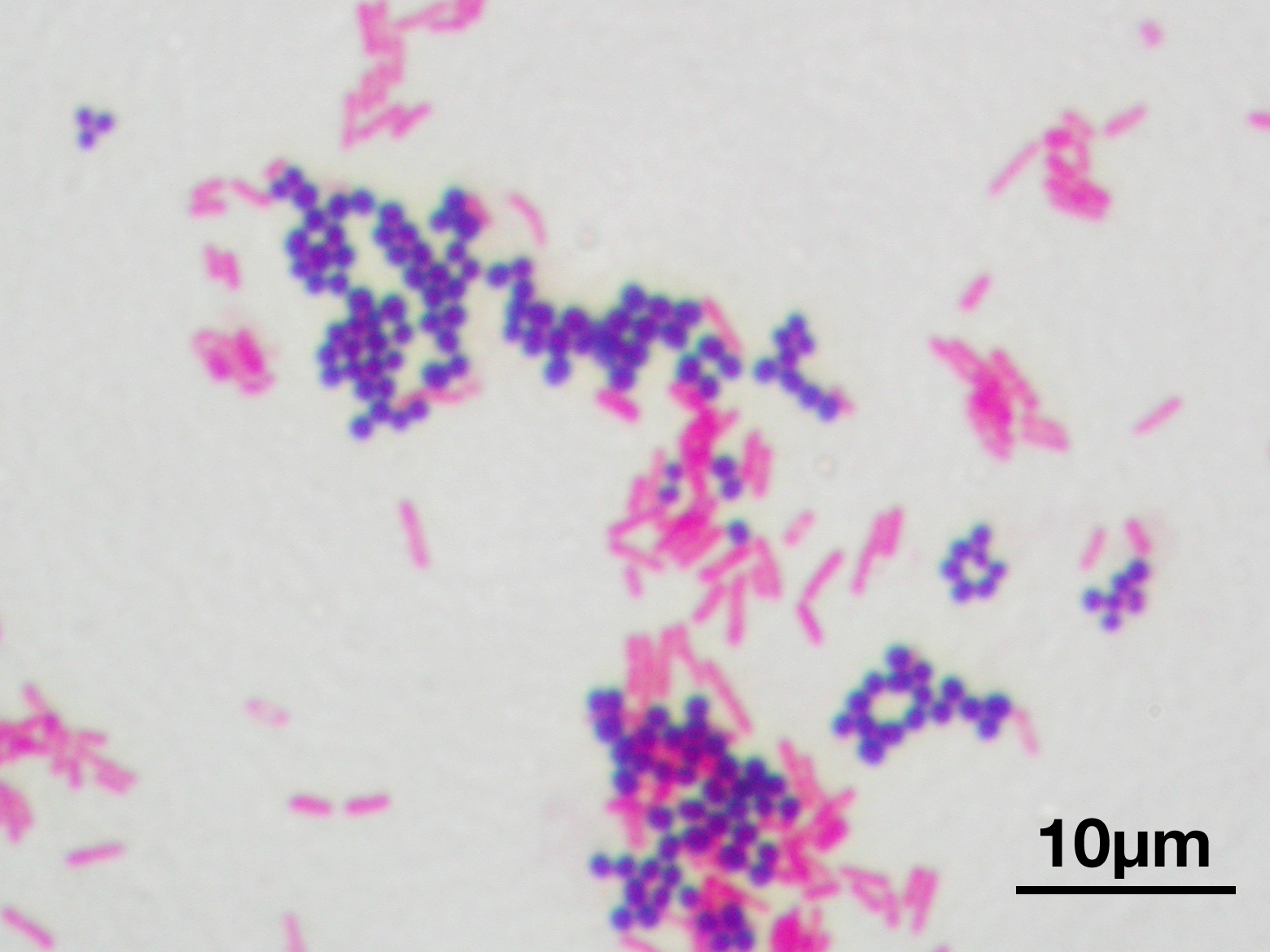
보라색으로 염색된 그람 양성 알균과 분홍색으로 염색된 그람 음성 막대균

그람 양성균과 음성균은 주로 세포벽 구조에 의해 구분된다.

## 하위 분류
다음은 그람 양성균계에 속하는 분류들이다.
- 방선균아계
  - 아키디미크로비움브렌취
    - 아키디테리모나스하계
    - 칸디다투스하계
    - 이아미아하계
    - 아키디미크로비움하계
      - 아키디미크로비움상문
      - 아키디티오미크로비움상문
      - 페리티릭스상문
      - 일루메토박테리아상문

  - 방선균브렌취
    - 방선균하계
      - 방선균상문
        - 방선균문
        - 모빌룬쿠스문

      - 악티노폴리스포린상문
      - 카테눌리스포린상문
        - 카테눌리스포라문
        - 악티노스포라문

      - 코리네박테리아상문
        - 코리너박테리아문
        - 디에트지아문
        - 골도니아문
        - 미코박테리아문
        - 노카디아문
        - 세그닐리파라문
        - 테스카무렐라문

      - 프란키아상문
        - 아키도텔라문
        - 크립토스포랭문
        - 프란키아문
        - 지오델마토필라문
        - 나카무렐라문
        - 스포릭티아문

      - 글리코미킨상문
      - 지안겔리상문
      - 키니오스포린상문
      - 미크로코킨상문
        - 뷰텐벌기아문
        - 보고렐라문
        - 브레비박테리아문
        - 셀로모나문
        - 디메퀴나문
        - 데마박테리아문
        - 디메토필라문
        - 디메코카문
        - 인트라스포랭
        - 조네시아문
        - 미크로박테리아문
        - 미크로코카문
        - 프로미크로모노스포라문
        - 라로박테리아문
        - 루아니아문
        - 상규이박테리아문

      - 미크로모노스포린상문
      - 프리피오니박테리아상문
        - 노칼디오이다문
        - 프리피오니박테리아문

      - 프세우도노칼디아상문
      - 스트렙토미세타상문
      - 스트렙토스포랭상문
        - 노칼디노프사문
        - 스트렙토스포랭문
        - 델모노스포라문

    - 비피도박테리움하계

  - 코리오박테리움브렌취
    - 아드럴크류트지아하계
    - 아사칼로박테리아하계
    - 아토포븀하계
    - 콜린셀라하계
    - 코리오박테리움하계
    - 크립토박테리움하계
    - 데니트로박테리움하계
    - 에걸델라하계
    - 엔터루합투스하계
    - 골도니박테리아하계
    - 올세넬라하계
    - 파라에걸데라하계
    - 슬라키아하계

  - 니트릴리룹토르브렌취
    - 니트릴리룹토르하계
    - 에우제비아하계

  - 루브로박테르브렌취
    - 루브로박테르하계
      - 라디오톨레란스상문
      - 테이와네시스상문
      - 엑실라노필루스상문

    - 테르몰레오필룸하계
      - 알붐상문
      - 미뉴튬상문

    - 솔리루브로박테르하계
      - 코넥시박테리아상문
      - 파툴리박테리아상문
      - 솔리루브로박테르상문
- 후벽균아계
  - 간균브렌취
    - 간균하계
      - 알리시콜로박테리아상문

## 같이 보기
- 그람 음성균